# 쿠투좁스카야역 (필룝스카야선)
쿠투좁스카야역(러시아어: Кутузовская)은 모스크바 지하철 필룝스카야 선의 역이다. 스투덴체스카야 역과 필리 역 사이에 위치한다.

## 역사
쿠투좁스카야 역은 1958년 11월 7일에 개장하였다.

## 구조
2면 2선 상대식 승강장의 구조로 곡선 형태이면서 지상 역사이다.

## 환승
쿠투좁스카야 역에서는 모스크바 중앙 순환선의 쿠투좁스카야 역으로 갈아탈 수 있다.

## 같이 보기
- (러시아어) metro.ru